# Luz-Saint-Sauveur
Luz-Saint-Sauveur [lys sɛ̃ sovœʁ] ist eine französische Gemeinde im Arrondissement Argelès-Gazost im Département Hautes-Pyrénées in der Region Okzitanien in den Zentralpyrenäen. Sie hat 914 Einwohner (Stand 1. Januar 2022).

## Geografie
Der Bergort liegt am Oberlauf des Gave de Pau auch Gave de Gavarnie genannt. An der nordöstlichen Gemeindegrenze verläuft das Flüsschen Bastan, der hier in den Gave de Pau einmündet. Der Col du Tourmalet, der Luz-Saint-Sauveur mit Campan verbindet, ist mit 2115 Metern über dem Meeresspiegel der höchste Straßenpass der französischen Pyrenäen. Zum Gemeindegebiet zählt auch das Skigebiet Luz Ardiden. Die 13,4 Kilometer lange Serpentine von Luz-Saint-Sauveur nach Luz Ardiden weist einen Höhenunterschied von 1036 Metern auf und gilt als eine der traditionellen „Königsetappen“ der Tour de France und der Vuelta.

## Gemeindepartnerschaften
- Bastia Umbra, Umbrien, Italien
- Höchberg, Bayern, Deutschland (seit 1977)

## Sehenswürdigkeiten
- Kapelle Solférino
- Pont Napoléon (Napoleon-Brücke)